# Wallace & Gromit: La maledicció de les verdures
Wallace & Gromit: La maledicció de les verdures (originalment en anglès: Wallace & Gromit: The Curse of the Were-Rabbit) és una pel·lícula d'animació de l'any 2005 dirigida per Nick Park i Steve Box. És el primer llargmetratge amb aquests personatges. «És entreteniment de primer nivell tant per a nens com per a grans». Un dels aspectes interessant del film és la tècnica del stop-motion: cada petit moviment es filma després de moure les figures. Va ser doblat al catàla.

## Argument
Wallace i Gromit viuen a un poble vegetarià on cada anys s'organitza un concurs de verderues gegants al castell de Lady Tothotinc. Tenen un servei dedicat al control de rossegadors que meten malbé els horts. Fan servir un aspirador de conills, invent típic de Wallace, que els aspira dels horts sense fer-les mal ni matar-les. Això no agrada gaire a l'ufà lord Víctor Quartsihores, l'amant secret de Lady Tothotinc, que creu que la caça és l'únic mètode que convé i que la vol seduir en impressionar-la amb el seu talent de caça. Wallace del seu costat inventa una màquina de rentatge de cervell per fer perdre als conills captats l'anhel de rossegar verdures. Tot va vent en popa fins que Wallace, per error, es renta el seu propi cervell i que poc després un conill gegant, verdader monstre nocturn, comença a devastar els sagrats horts, per la qual cosa el concurs de verdures perilla. Aleshores, Lady Tothotinc, rica hereva i amfitriona del concurs, decideix contractar els serveis del duo famós.

## Repartiment
| Personatge                                | Veu original         | Veu catalana      |
| ----------------------------------------- | -------------------- | ----------------- |
| Wallace                                   | Peter Sallies        | Xavier de Llorens |
| Victor Quartermaine / Víctor Quartsihores | Ralph Fiennes        | Marc Zanni        |
| Lady Tottington / Lady Tothotinc          | Helena Bonhem Carter | Belén Roca        |
| Senyora Mulch                             | Liz Smith            | Glòria Roig       |
| Reverend Clement Hedges                   | Nicholas Smith       | Fèlix Benito      |
| PC Mackintosh / Agent Mackintosh          | Peter Kay            | Claudi García     |

## Premis
- 2005
  - DFWFCA - Best Animated Film
  - LAFCA - Best Animation
  - SEFCA - Best Animated Film
  - TFCA - Best Animated Film
- 2006
  - Premis Annie: Best Animated Feature, Best Animated Effects, Best Character Animation, Best Character Design, Best Directing, Best Music, Best Production Design in an Animated Feature Production, Best Storyboarding, Best Voice Acting, Best Writing[6]
  - BAFTA - Alexander Korda Award for Best British Film[7]
  - Motion Picture Producer of the Year Award - Animated Motion Picture
  - BFCA - Best Animated Feature
  - OFCS - Best Animated Feature
  - Oscar - Millor pel·lícula d'animació
  - Visual Effects Society Awards (VES) - Personatge animat excepcional en una pel·lícula animada[8]